# Jillian Richardson
Jillian Richardson, född den 10 mars 1965, är en kanadensisk före detta friidrottare som tävlade i kortdistanslöpning.
Richardsons genombrott var när hon deltog i det kanadensiska stafettlaget på 4 x 400 meter som blev silvermedaljöer vid Olympiska sommarspelen 1984. Vid VM 1987 var hon i final på 400 meter och slutade på sjätte plats. Hon deltog vid Olympiska sommarspelen 1988 där hon blev utslagen i semifinalen på 400 meter. 
Vid inomhus-VM 1989 slutade hon på tredje plats på 400 meter. Hon var i final vid Olympiska sommarspelen 1992 där hon blev femma på 400 meter. 

## Personliga rekord
- 400 meter - 49,91 från 1988